# Башарово (Ярославская область)
Башарово — деревня в Макаровском сельском округе Судоверфского сельского поселения Рыбинского района Ярославской области.
Деревня расположена в окружении лесов с северной стороны железной дороги Рыбинск—Сонково к северо-востоку от станции и посёлка Тихменево. К востоку, с другой стороны от железной дороги расположена деревня Каботово. Просёлочная дорога от Башарово ведет на юго-запад к станции Тихменево, а там на север к автомобильной дороге Рыбинск—Глебово, которая проходит севернее железной дороги . 
Деревня не указана на плане Генерального межевания Рыбинского уезда 1792 года.   
На 1 января 2007 года в деревне числилось 8 постоянных жителей . Почтовое отделение Харитоново обслужтвает в деревне 30 домов. Улицы не именуются .